# Пяйве (селище)
Пяйве (рос. Пяйве) — станція у Кольському районі Мурманської області Російської Федерації.
Населення становить 54 особи. Належить до муніципального утворення Туломське сільське поселення .

## Населення
| 2002 | 2010 |
| ---- | ---- |
| 161  | ↘54  |